# Malika Ouattara
Malika Ouattara, dite « Malika la Slameuse », est une artiste musicienne slameuse née le 16 avril 1993 à Ouagadougou au Burkina Faso musique

## Biographie

### Enfance et débuts
Malika Ouattara est née le 16 avril 1993 à Ouagadougou. Elle fait ses débuts sur scène au festival Waga Hip Hip en 2009. Elle est remarquée par son talent lyrique et sa présence en tant que femme sur une scène de slam majoritairement masculine en Afrique de l'Ouest.

### Carrière
Elle sort son premier single en 2012, qui fait partie d'un projet géré par le ministère de la Femme, de la solidarité et de l'action humanitaire. En 2013, elle fait ses premières apparitions à la télévision. En 2016, elle est photographiée par Leila Alaoui, dans le cadre d'une série axée sur l'autonomisation des femmes au Burkina Faso. La même année, reporté par l'attaque terroriste dans laquelle Alaoui a été tué, Malika Ouattara sort son premier album intitulé Slamazone. L'album se vend à plus de 5 000 exemplaires. Smarty, Greg Burkimbila, Will Be Black et Wendyida collaborent avec elle sur cet album. Elle aborde dans ses textes des thèmes sociaux comme l'amour, etc., ainsi que les questions relatives aux droits des femmes, comme les grossesses non désirées. Dans son single All Night, elle évoque l'infidélité dans les relations amoureuses.
Elle a remporté de nombreux prix de slam en Afrique de l'Ouest. En juin 2015, elle participe à une semaine de sensibilisation aux problèmes auxquels sont confrontées les personnes atteintes d'albinisme dans son pays.

### Œuvres et actions caritatives
En 2019, elle a créé la Fondation Slamazone, dont elle est la présidente, afin de collecter des fonds pour des questions sociales dans son pays,. Cette organisation caritative a redéfini ses priorités face à la pandémie de Covid-19 : elle s'est concentrée sur la prévention du virus par la promotion d'une bonne hygiène.

## Vie privée
Malika une pratiquante de l'Islam. Elle a déclaré publiquement que sa foi et son art ne se contredisent pas.

## Discographie

### Singles
- 2013 : Quelque part une femme pleure
- 2015 : L'homme qu'il me faut
- 2016 : Slamazone
- 2018 : Aller leur dire
- 2018 : Barka